# Cleverbot
 Der er for få eller ingen kildehenvisninger i denne artikel, hvilket er et problem. Du kan hjælpe ved at angive troværdige kilder til de påstande, som fremføres i artiklen.

Cleverbot er en chatbot på internet, der bruger en kunstig intelligens algoritme til at tale med mennesker. Det er skabt af Rollo Carpenter, som også har skabt Jabberwacky, der er et lignende chat-bot. Denne type af chat-bots lærer fra mennesker og husker ord inden for sin database. I sin første årti af Cleverbots liv, afholdte der flere tusinde samtaler med Rollo Carpenter og hans medarbejdere. Men siden lanceringen på nettet i 1997, er antallet af samtaler oversteget med 65 mio. Cleverbot.

Cleverbot styres af Existor Ltd.

## Eksterne links
- Cleverbots hjemmeside (engelsk)